# Maarten Moerkerke
Maarten Moerkerke is een Vlaams televisieregisseur.
Voor D&D Productions startte hij als televisieregisseur en verfilmde hij 48 episodes van Wittekerke tussen 1995 en 1999.
Van 2000 tot 2004 regisseerde hij voor 3Keys en televisiezender Canvas de Patrick De Witte-televisieseries Spike, Kijk eens op de doos, De Vloek van Vlimovost en De Perfecte Moord.
Voor Studio-A werkte hij als regisseur van 2009 tot 2011 mee aan meerdere afleveringen van Zone Stad uit het vijfde seizoen en het begin van het zesde seizoen van de VTM televisieserie.
Voor Menuet van Dirk Impens regisseerde hij de vtm televisieseries Deadline 14/10 uit 2012, Ontspoord uit 2013 (samen met Jakob Verbruggen), Deadline 25/5 uit 2014, Coppers uit 2016 en 13 Geboden en De Bende van Jan de Lichte, beide uit 2017.
In 2017 regisseerde hij Verborgen Verlangen (remake van Nederlandse film Het Verlangen), met Astrid Coppens in de hoofdrol van schoenenverkoopster die zich laat overtuigen door twee malafide uitgeverijbazen om mee te draaien in een literaire zwendel.